# Zdeněk Svěrák
Zdeněk Svěrák (n. 28 martie 1936, Praga, Cehoslovacia) este un actor, umorist și scenarist ceh. El este una dintre cele mai populare personalități culturale cehe. În 1989 a fost membru al juriului la cea de-a 39-a ediție a Festivalului Internațional de Film de la Berlin.
În 1958 a absolvit cursurile de limba și literatura cehă de la Facultatea de Educație a Universității Caroline din Praga. El a desfășurat o arie largă de activități: a compus mai mult de 300 de texte muzicale, piese de teatru și mai mult de zece scenarii de filme. A scris scenariile filmelor Kolja (film câștigător al Premiului Oscar) și Școală generală (în cehă Obecná Škola, nominalizat la Premiul Oscar), ambele regizate de fiul său, Jan Svěrák. Împreună cu prietenul său apropiat Ladislav Smoljak, el a creat personajul ficțional (geniu universal, inventator, sportiv, criminalist, poet, scriitor și filosof) Jára Cimrman care a câștigat votul popular pentru Cel mai mare ceh în anul 2005 (numai faptul că Cimrman este un personaj ficțional l-a împiedicat să fie declarat câștigător). Zdeněk Svěrák a fondat, de asemenea, organizația caritabilă Paraple (în română, „Umbrela”), care se concentrează pe ajutorarea persoanelor paralizate.

## Filmografie

### Actor
| An   | Titlu                                                        | Rol                                         | Titlu în limba română                |
| ---- | ------------------------------------------------------------ | ------------------------------------------- | ------------------------------------ |
| 2010 | Kuky se vrací                                                | Căpitanul von Hergot (voce)                 | Kooky                                |
| 2007 | Vratné lahve                                                 | Josef Tkaloun                               | Empties                              |
| 1996 | Kolja                                                        | František Louka                             | Kolja                                |
| 1994 | Akumulátor 1                                                 | Fišárek: a natural healer                   | Accumulator 1                        |
| 1991 | Obecná škola                                                 | Fanouš Souček, tatăl Edei                   | Școală generală                      |
| 1988 | Nejistá sezóna                                               | Rybník                                      | An Uncertain Season                  |
| 1986 | Rohy                                                         | Naratorul                                   | The Horns                            |
| 1985 | Jak básníci přicházejí o iluze                               | Doc. Zajíc                                  | How Poets Are Losing Their Illusions |
| 1985 | Jako jed                                                     | Pavel Hnyk                                  | As Good as Poison                    |
| 1985 | Vesničko má středisková                                      | Ryba                                        | Sătucul meu                          |
| 1984 | Tři veteráni                                                 | ministrul                                   | Three Veterans                       |
| 1984 | Co je vám, doktore?                                          | Bohouš Burda                                | What's Up Doc?                       |
| 1984 | Rozpuštěný a vypuštěný                                       | Jelinek                                     | Dissolved and Effused                |
| 1984 | Slavnosti sněženek                                           | șoferul Trabantului                         | The Snowdrop Festival                |
| 1983 | Jára Cimrman ležící, spící (as Zdeněk Svěrák and Collective) | Jára da Cimrman                             | Jára Cimrman Lying, Sleeping         |
| 1982 | Jako zajíci                                                  | Dušek                                       | Like Rabbits                         |
| 1982 | Srdečný pozdrav ze zeměkoule                                 | om de știință care-l caută pe prof. Cimrman | Hearty greetings from Earth          |
| 1981 | Kalamita                                                     | Profesor                                    | Calamity                             |
| 1981 | V podstatě jsme normální                                     |                                             |                                      |
| 1980 | Brontosaurus                                                 | Bobr                                        |                                      |
| 1980 | Trhák                                                        | Scenaristul Jíša                            | The Hit                              |
| 1980 | Vrchní, prchni!                                              | Pařízek                                     | Run Waiter Run                       |
| 1979 | Kam nikdo nesmí                                              | Where nobody can enter                      |                                      |
| 1978 | Kulový blesk                                                 | Dr. Ječný                                   | Ball Lightning                       |
| 1977 | 30 panen a Pythagoras                                        | Profesor                                    | Thirty maidens and Pythagoras        |
| 1976 | Marečku, podejte mi pero!                                    | Šlajs                                       | Marecek, Pass Me the Pen!            |
| 1976 | Na samotě u lesa                                             | Oldřich Lavička                             | Seclusion Near a Forest              |
| 1974 | Jáchyme, hoď ho do stroje!                                   | Klasek                                      | Joachim, Put It in the Machine       |
| 1970 | Lucie a zázraky                                              | Lucie and the Miracles                      |                                      |
| 1970 | Pane, vy jste vdova!                                         | Critic                                      | You Are a Widow, Sir                 |
| 1969 | Skřivánci na niti (ca Václav Svěrák)                         | Delegat URO                                 | Ciocârliile pe sârmă                 |
| 1968 | Zločin v šantánu                                             | Procurator                                  | Crimă la cabaret                     |